# Dante Di Maso
Dante Di Maso (Torino, 23 luglio 1924 – Torino, 2005) è stato un calciatore italiano, di ruolo centrocampista.

## Biografia
Era figlio di un calzolaio di Casalnuovo Monterotaro sposato con una donna di Torremaggiore, in provincia di Foggia, che decisero di emigrare a Torino in cerca di lavoro. Tutta la famiglia, tra cui il fratello Ugo, erano tifosi granata. Aveva anche un altro fratello, Roberto.
Spese molti soldi con le donne, la sua passione.
Ad un certo punto della vita perse la passione per il calcio, e fondò una ditta di trasporti.
In seguito perse la figlia Loredana, nata a Palermo, uccisa a 39 anni nella birreria che gestiva da alcuni rapinatori. Aveva anche un altro figlio, Filiberto, proprietario di un ristorante a cui lasciò una foto che immortalava Dante Di Maso mentre segnava una rete in rovesciata alla Favorita. Vivevano in fondo alla via Notarbartolo.
Morì ad 81 anni, a causa della malattia di Alzheimer.

## Caratteristiche tecniche
Inizia a giocare come centrocampista; diventa un'ala una volta giunto al Palermo. Era veloce.

## Carriera
Dante Di Maso fu preso dal Palermo quando svolgeva il lavoro di operaio alla Lancia e giocava per la squadra del dopolavoro. Fu cercato anche dal Torino, ma il padre, in punto di morte, gli sconsigliò di accasarsi in Piemonte; qualche mese dopo il Torino perì nell'incidente aereo di Superga.
Nella stagione 1948-49 giocò in prestito in serie C all'Arsenale di Messina ove disputò 22 partite segnando 9 reti.
Esordisce in Serie A con la maglia rosanero il 18 settembre 1949 in Padova-Palermo (2-1), realizzando il goal del momentaneo 0-1. Nella prima stagione realizza 10 goal mentre nella seconda ben 15 goal tra cui le doppiette contro Pro Patria (8-0), Sampdoria (4-1) e Roma (3-0).
Il 16 dicembre 1951 realizza la sua prima tripletta in Serie A nel match casalingo contro il Padova (4-1).
Con 40 reti realizzate in massima serie, è stato per 55 anni al primo posto tra i goleador di tutti i tempi della storia della società rosanero in tale categoria, superato da Fabrizio Miccoli nella stagione 2009-2010.
Ritiratosi, diviene allenatore.

## Palmarès
- Campionato italiano di Serie B: 1

Palermo: 1947-1948